# Língua adai
Adai (também chamada Adaizan, Adaizi, Adaise, Adahi, Adaes, Adees, Atayos) é uma língua ameríndia já extinta que foi falada no noroeste de Louisiana.

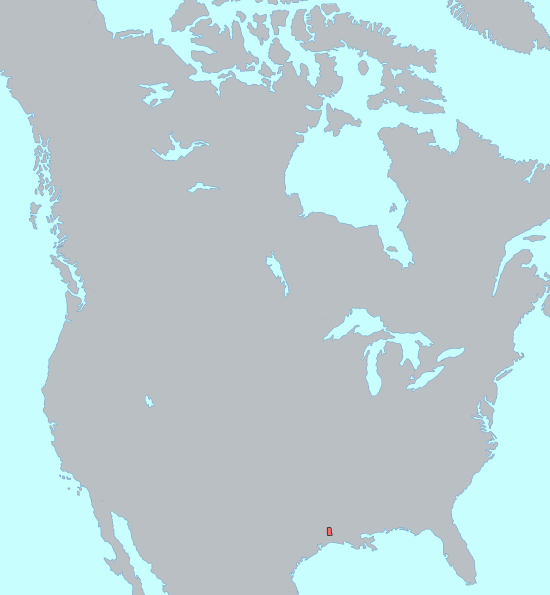
Distribuição do Adais antes do contato com europeus

## Classificação
A língua muito pouco documentada, sendo conhecida apenas a partir de uma lista de 275 palavras de 1804. Portanto, a classificação provavelmente é impossível de ser determinada. Uma vez foi proposto que possa haver uma conexão entre Adai e  a língua caddo das proximidades, mas isso agora parece improvável.

## Escrita
A língua Adaizan usa uma forma do alfabeto latino que não apresenta as letras Q e X; usa as formas adicionais Æ, Ï, Œ, Š e as 5 vogais com acento circunflexo.

## Amostra de texto
O Pai Nosso:
Kewánïk de hekacán dan gænïk,
Nómre de Enálœk ma-se awistawíste
Ma-beníri réino de Enálœk
Boluntá de Enálœk ma-aséri dan kápœt así dan gænïk
Dá'e-a-hekacán nalínancœs okhápïn de hekacán tonalínacœs
I peldonári-a-hekacán múncos kosašáwe de hekacán
Así hekacán peldonári a nótæk múncos hayænu ke aséri ašáwe a hekacán
I jéska gyári-a-hekacán dan asinacavašáwe péro salbári-a-hekacán de Ašáwe
Pórke réino, podé, i glórya de enalœk
Pa totovetsnácœs, amén